# Grube Quirin
Die Grube Quirin ist eine ehemalige Eisengrube im Bensberger Erzrevier in Köln-Rath/Heumar östlich vom Rather Weiher.

## Geschichte
Dr. Becker aus Bensberg legte unter dem Namen Henriette am 3. Januar 1848 einen Mutschein auf Raseneisenstein vor. Eine erneute Mutung vom 10. Juli 1848 auf Eisenstein beantragte Friedrich Haanen für Christian Pickhardt & Consorten. Die Verleihung auf Eisenerze erfolgte am 9. April 1850 auf den Namen Quirin. Am 23. August 1856 wurde die Grube Quirin mit den beiden benachbarten Gruben Minchen und Christiane unter dem gemeinsamen Namen Quirin consolidiert.
Das Grubenfeld Christiane war ebenfalls am 3. Januar 1848 auf Raseneisenstein gemutet worden. Es folgte eine weitere Mutung am 10. Juli 1848. Am 20. Juli 1850 wurde das Grubenfeld auf Eisenstein verliehen.
Das Grubenfeld Minchen war am 10. Juli 1848 auf Raseneisenstein gemutet worden. Mit den beiden Feldbesichtigungsprotokollen vom 28. März 1849 und vom 4. April 1850 folgte die Verleihung auf Eisenstein am 20. Juli 1850.
Seit 6. August 1862 gab es eine Betriebsfristung auf unbestimmte Zeit. Inzwischen war Theodor Kamper Alleinbesitzer geworden. Er verkaufte die Grube Quirin am 2. November 1869 an die Mülheimer Eisenhütte Heinrich Gericke. Ab 11. Juli 1872 hieß der neue Eigentümer Bochumer Verein für Gussstahlfabrikation. Die Grubenfelder lagen zwischen Köln-Rath und Forsbach im Königsforst.